# 食口福

食口福的商標

食口福（英語：Sik Hau Fuk）是位於新界葵涌石籬的一間已結業港式快餐店。

## 歷史
食口福於1979年開業，位於葵涌石籬和宜合道，亦曾在深水埗開設分店。食口福的招牌菜式有港式漢堡包、即叫即炸大雞脾、粗薯條和多款紅豆冰，目標客戶主要為附近上學上班的學生和工友。食口福的店面裝潢特別，除了參考西式快餐店的設計元素外，亦加入不少搞怪、色彩鮮艷的元素吸引小童目光，在1980年代顯得前衛。
多年來，食口福仍然保留著1980年代的菜單和店面裝潢，頗有復古未來主義風格，至今已成為碩果僅存的港式快餐店之一。2022年末，店東卓氏夫婦因年事已高宣佈退休，餐廳於2023年1月18日結業。

## 特色
- 字體和顏色設計搞怪的商標
- 手持炸雞髀的卡通吉祥物（取自1982年西班牙世界盃的吉祥物納蘭吉托）
- 店外牆上使用格仔雕花磨砂玻璃
- 七彩顏色的格仔假天花（像扭計骰）
- 固定的西式快餐店紅綠色膠椅
- 水吧上的一列餐單圖
- 已停產的汽水機
- 全部店員穿著夏威夷恤
- 部份桌子上有放置膠花